# William Grey Walter

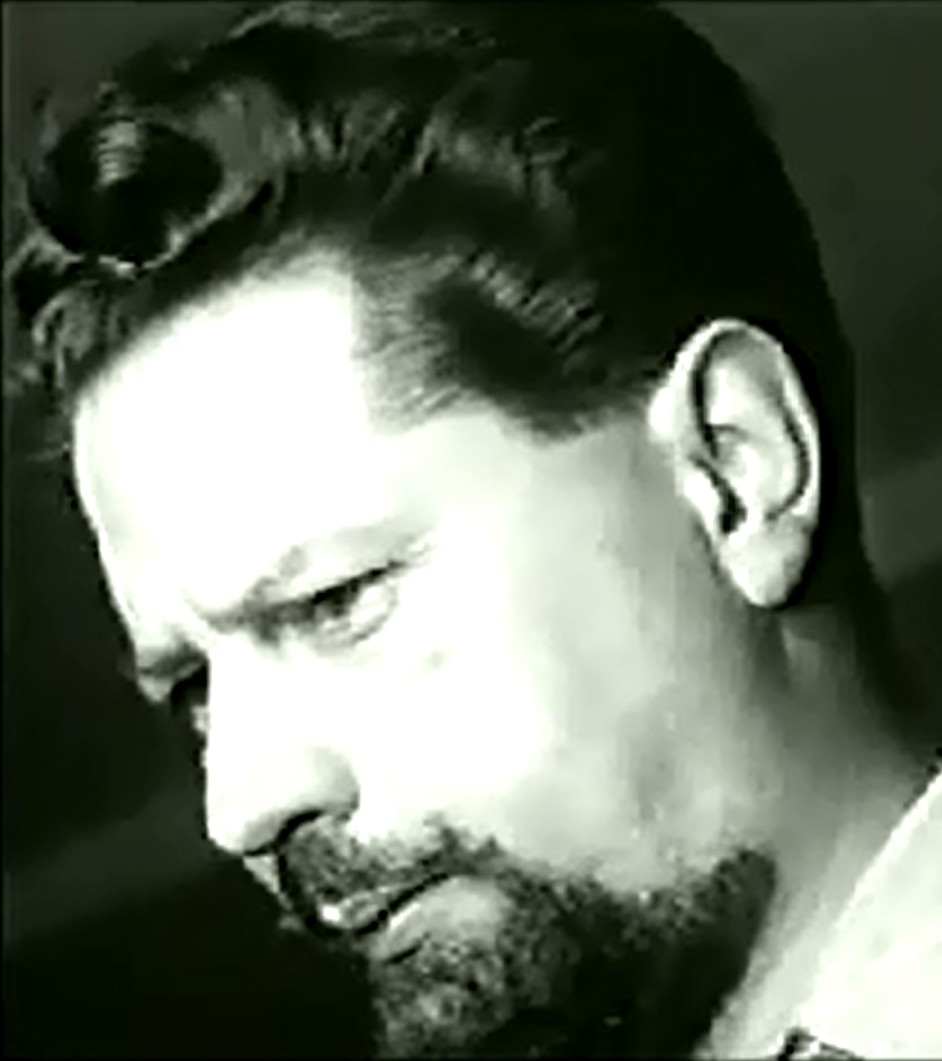
William Grey Walter (1949)

William Grey Walter (* 19. Februar 1910 in Kansas City, Missouri; † 6. Mai 1977 in Clifton, Bristol) war ein in den USA geborener britischer Neurophysiologe und Roboterforscher.

## Leben
Walter wurde 1910 in Kansas City, Missouri geboren. Sein Vater Karl Walter war ein britischer Journalist, der zu dieser Zeit für den Kansas City Star arbeitete. Seine Mutter, Minerva Lucrezia (Margaret) Hardy (1879–1953), war eine amerikanische Journalistin britischer Herkunft. 1915 zog die Familie nach England und der Sohn besuchte die Westminster School (1922–1928) und danach bis 1931 das King’s College, Cambridge. Danach betrieb er postgraduate research, und seine MA Dissertation über elektrische Leitung in Nerven und Muskeln wurde 1935 angenommen. Danach arbeitete er mit dem bekannten Neurologen F. L. Golla am Londoner Maudsley Hospital zusammen, der ein besonderes Interesse an der Anwendung der Elektroenzephalographie (EEG) im klinischen Bereich hatte und Walter mit den entsprechenden Untersuchungen an den verschiedensten Arten von Patienten beauftragte. 1939 gingen Golla und Walter nach Bristol und gründeten dort das Burden Neurological Institute, ein bald international bekanntes Forschungszentrum für Neuropsychiatrie, wo Walter bis 1970 arbeitete. Er übernahm Forschungsarbeiten in den USA, der Sowjetunion und in verschiedenen anderen Orten in Europa. Er sprach fließend Französisch, Italienisch und Deutsch und war ein gefragter Vortragsredner und trat oft im Radio und Fernsehen auf. Er war zweimal verheiratet und hatte zwei Söhne von seiner ersten und einen Sohn von seiner zweiten Ehefrau. Während seines Lebens galt er als ein Pionier auf dem Gebiet der Kybernetik. Im Jahre 1970 erlitt er in einen schweren Verkehrsunfall, als er auf seinem Motorroller – er fuhr seit 1947 eine Vespa – mit einem ausgebrochenen Pferd zusammenstieß. Er starb sieben Jahre später am 6. Mai 1977, ohne sich vollständig erholt zu haben.

## Wirken

### Gehirnwellen
Als junger Mann wurde Walter stark von den Arbeiten des bekannten russischen Physiologen Iwan Pawlow beeinflusst. Er besuchte das Labor von Hans Berger, der den Elektroenzephalographen, bzw. die Elektroenzephalographie (EEG), erfand. Mit ihm ließ sich die elektrische Aktivität des menschlichen Gehirns messen. Walter entwickelte Bergers Maschine weiter; mit seiner Version entdeckte er eine Anzahl verschiedener Gehirnwellen-Muster. Sie reichten von den schnellen Alpha-Wellen bis zu den langsamen Delta-Wellen, die er während der Schlafphase beobachtete.
In den Dreißigern gelangen Walter eine Reihe von Entdeckungen mit seinem EEG-Apparat am Burden Neurological Institute in Bristol. Er war der Erste, der durch Vermessung den Ursprung der Alpha-Wellen richtig im Occipitallappen fand. Er demonstrierte, wie man Delta-Wellen nutzen konnte, um Gehirntumore oder Wunden, die für Epilepsie verantwortlich waren, zu finden. Er entwickelte den ersten Gehirn-Topographen, der auf der Elektroenzephalographie beruhte und für die er spiralförmig angeordnete Kathodenstrahlröhren nutzte, die mit hochempfindlichen Verstärkern verbunden waren.
Während des Zweiten Weltkriegs arbeitete er an abtastender Radar-Technologie und ferngesteuerten Raketen, die möglicherweise seine folgende Theorie der Darstellung von Gehirnaktivität durch Alpha-Wellen beeinflussten.

### Willentliche Handlungen
1964 entdeckte Walter mit seiner Arbeitsgruppe in Bristol/England die EKP-Komponente „Contingent Negative Variation“ (CNV). Diese entspricht einer negativen Welle im EEG einer Person zwischen einem ersten Vorbereitungs-Reiz („Achtung!“) und einem zweiten Kommando-Reiz („Los!“), wobei der Zeitabstand zwischen den beiden Reizen zufällig variierte. Der CNV-Effekt wurde als Zeichen der Vorbereitung des Gehirns auf ein demnächst folgendes Kommando verstanden, was durch eine große Zahl weiterer Experimente bestätigt wurde.
Der Auslöser für die Entdeckung waren Auffälligkeiten bei EEG-Untersuchungen an autistischen Kindern im Jahre 1962. Im Zeitraum zwischen zwei Reizen fiel ein bestimmtes neuartiges EEG-Signal auf, dem Walter unbedingt auf den Grund gehen wollte. Vielfältige Experimente während des Jahres 1963 führten dann zu
gesicherten Ergebnissen, die Anfang 1964 auf zwei internationalen EEG-Kongressen vorgestellt und bald darauf in der Fachzeitschrift Nature veröffentlicht wurden. Die Resonanz in der Gehirnforschung war enorm und andauernd. Bis 1985 wurde die Arbeit bereits mehr als 455 mal zitiert.
Diese und nachfolgende Ergebnisse Anderer, insbesondere von Kornhuber und Deecke 1965 (Bereitschaftspotential) und Libet 1983 (Libet-Experiment), führten in den Neurowissenschaften zu einem tiefgreifenden Umschwung (Paradigmenwechsel) im Verständnis willentlicher Handlungen. Demnach werden diese zwar durch allgemeine planerische Entscheidungen (Absichten, Einstellungen) in ihrer Tendenz beeinflusst, jedoch bei der konkreten Ausführung unbewusst eingeleitet und erst danach als bewusst gesteuerte Handlungen empfunden.
Siehe auch: Experimente zur Willensfreiheit

### Robotik
Walter wurde bekannt durch die Konstruktion eines der ersten autonomen Roboter. Er wollte beweisen, dass viele Verbindungen zwischen einer kleinen Anzahl von Neuronen ein komplexes Verhalten entstehen lassen können – insbesondere das Geheimnis finden, wie das Gehirn arbeitet und wie es verdrahtet ist. Seine ersten Roboter pflegte er als „Machina Speculatrix“ zu bezeichnen und nannte sie „Elmer“ und „Elsie“. Diese Roboter baute er zwischen 1948 und 1949; sie wurden oft wegen ihres Aussehens und ihren langsamen Bewegungen als „Schildkröten“ beschrieben – und weil sie der Wissenschaft etwas über die Geheimnisse von Organisation und Leben beibrachten (engl. „taught us“ wird ähnlich ausgesprochen wie „tortoise“, Schildkröte). Die dreirädrigen Schildkröten-Roboter waren der Phototaxis fähig; sie konnten ihren Weg zu einer Ladestation finden, wenn ihre Batterien leer waren.
In einem seiner Experimente platzierte er ein Licht auf die „Nase“ einer Schildkröte und beobachtete, wie sich der Roboter in einem Spiegel selbst beobachtet. „Es begann zu flackern“, schrieb er, „schnell hin und her zitternd und hüpfend wie eine schwerfällige Narzisse im Wind“. Wenn dies an einem Tier gesehen worden wäre, argumentierte Walter, es „vielleicht akzeptiert würde als Ausdruck eines Grades von Selbst-Erkenntnis.“
Spätere Versionen der Roboter wurden 1951 auf dem Festival of Britain ausgestellt. Walter betonte die Bedeutung vollständig analoger Elektronik, um Gehirn-Prozesse zu simulieren, während seine Zeitgenossen, wie Alan Turing und John von Neumann, ihre Implementation intelligenter Prozesse eher in den Bereichen digitaler Berechenbarkeit sahen. Walter inspirierte nachfolgende Robotik-Forscher, wie Rodney Brooks, Hans Moravec und Mark Tilden. Moderne Versionen von Walters „Schildkröten“ finden sich heute in Form von BEAM-Robotern.
1995 wurde eine der ursprünglichen Schildkröten von Owen Holland an der Universität von West England nachgebaut – wobei einige originale Teile verwendet wurden. Ein Exemplar der zweiten Generation der Schildkröte wird im Smithsonian ausgestellt.

## Schriften (Auswahl)
- The Living Brain. Duckworth, London 1953.
- An imitation of life. In: Scientific American. Band 182, Nr. 5, 1950, S. 42–45.
- A machine that learns. In: Scientific American. Band 185, Nr. 2, 1951, S. 60–63.
- Contingent negative variation: An electrical sign of sensorimotor association and expectancy in the human brain. In: Nature. Band 203, 1964, S. 380–384.